# Johan Ernst Gunnerus
Johan Ernst Gunnerus (født 26. februar 1718 i Kristiania, død 25. september 1773 i Kristiansund) var biskop i Trondhjem og naturforsker, kendt som en af stifterne af Det Kongelige Norske Videnskabers Selskab. Faren, Erasmus Gunnerus (død 20. november 1732 som stadsfysikus), synes at have været nordmand; moren, Anna født Gerhard, var fra Skotland.

## Opvækst og uddannelse i Tyskland
Gunnerus kom i 1729 i Kristiania Skole, hvorfra han dimitteredes i 1737. Han glimrede ved eksamen artium, og det kan ikke undre, når der – efter hans egne ord – næppe var nogen klassisk autor (ophavsmand, kan også staves auktor), han ikke allerede i skolen havde læst foruden en hel del ældre filologiske skrifter. Hans dygtige lærere, rektor Jacob Rasch og konrektor (medforstander)  Erik Nicolai Arbien, fritog ham for at læse den tids "usle filosofiske Lærebøger", og allerede som skolediscipel kunne han holde filologiske forelæsninger for kammerater. I København blev han kun kort, da han snart måtte vende tilbage til sin fattige mor, informere, prædike og på egen hånd studere filosofi og teologi til 1740, hvor han atter kom til København og blev baccalaureus. 

### Halle og Jena
Gunnerus blev her nu i to år, fik da et kongeligt stipendium og rejste til Halle, hvor han i to år studerede de forskelligste videnskaber, mens han tillige var hovmester hos en livlandsk adelsmand, von Stahl. Han blev her også optaget i frimurerlogen Z. d. dr. Schlüss 18. marts 1744, og steg hurtigt i graderne således at han blev tredje grad allerede 28. juli samme år.
Da von Stahl gik i fransk tjeneste, drog han med to kurlandske herrer, von Medem, til Jena. Måske det var forholdet til disse, der straks ved ankomsten 18. december 1745 bekostede Gunnerus’ magisterpromotion, som førte ham til dette på den tid ikke blomstrende universitet. Her var imidlertid en størrelse som Joachim Georg Darjes, der kan have tiltrukket Gunnerus, som slog sig ned her og i to år fortsatte sine studier i de forskelligste retninger.

### Wolffianisme
Gunnerus var tidlig blevet bekendt som en af de dybere Wolffianere, man satte ham i klasse med Alexander Gottlieb Baumgarten, Reusch, Meier  og flere, og man tør efter hans litterære produktion antage, at det er de filosofiske studier, der har fængslet ham her i de mange år, og at han måske har håbet på denne vej at gøre lykke. Her har vel imidlertid fattigdommen været ham en hindring, da det ellers er vanskeligt at forstå, at han ikke tog doktorgraden. 1747 optrådte han som forfatter med to latinske traktater, hvori han ville bevise, at de nyere filosoffers lære om friheden stemte overens med teologernes. Forelæsninger havde han hidtil ikke holdt, men i begyndelsen af 1748 blev J. E. Schubert, præst i Stadthagen og privatdocent i Jena, kaldet til professor i Helmstedt, og Gunnerus påtog sig da at tilendebringe et af ham påbegyndt kollegium.

### Disputation og forelæsninger
Efter at have disputeret pro venia docendi (med ret til at undervise, Lehrbefugnis) begyndte Gunnerus da at holde forelæsninger og synes her at være kommet på sin rette hylde. Han tog derhos fat på det betydelige arbejde over natur- og folkeretten, som han tilendebragte på fire år, idet han læste otte timer ugentlig hvert semester og så ved siden heraf i otte bind (1748-52) udgav sit arbejde som fortolkning af Darjes' kompendium (Erklärung des Natur- und Völkerrechts nach den Grundsätzen des Herrn Darjes), fra hvilket han afveg i enkelte punkter.
Har han nu ved dette arbejde skaffet sig venner og beundrere indenfor den akademiske ungdom, så fik han også at føle, hvor farligt det var at optræde mod en størrelse som Darjes. Denne optrådte i et skrift mod Gunnerus, efter at den 1. del af hans værk var udkommet, og snart løftede flere deres røst. Gunnerus blev ikke sine modstandere svar skyldig, men synes ikke at have befæstet sit ry ved denne strid, da de lærde tidsskrifter, der med velvilje havde omtalt hans tidligere arbejder, forbigik dette hans betydeligste værk med tavshed. Om noget avancement blev der ikke tale for Gunnerus i Jena, men hans dygtighed måtte erkendes, og han blev mod slutningen af sit ophold her (1753) adjunctus designatus ved det filosofiske fakultet og begyndte at foredrage "Mathematikken og alle Filosofiens Dele". Ved denne tid blev han også optaget i det latinske selskab, og dette var da alt, hvad han her opnåede.

## Danmark
Noget egentlig nyt og stort kan Gunnerus ikke siges at have båret frem under sin ihærdige filosofiske virksomhed i Tyskland, medens han vel må betragtes som en dygtig bearbejder af de ideer, som bevægede tiden indenfor det Leibnitz-Wolfske systems ramme. At han befæstede sit ry indenfor den kreds, hvor han arbejdede og stred, er rimeligt nok, om det end ikke er kommet så vidt, som man senere antog (Suhm, Saml. Skr. VII, 50).
Til hans fædreland kan det næppe være nået, da han ikke nævnes i Københavns lærde Tidender alle de år, han var i Tyskland. Gunnerus var ikke længere ung, og hvor vel han end befandt sig ved det tyske studenterliv, hvis duelvæsen og ubundne levemåde han ikke var ukendt med, måtte han dog nu tænke på sin fremtid. Måske har en sådan tanke ligget i tilegnelsen af hans store værk om natur- og folkeretten til kong Frederik 5. Muligvis har man også nu søgt at finde en plads til ham i Danmark, og da Herlufsholms kald i november 1754 blev ledigt, kaldedes han hertil, hvorved han fik titel af professor og blev Lector lingvæ Hebraicæ ved skolen 13. december samme år.
At han i Jena fik tilbud om et professorat, som brodersønnen N. D. Gunnerus fortæller, er knap sandsynligt, medens det tør anses sikkert, at man der ville have ham til rektor ved latinskolen. Herlufsholms kald har han næppe søgt, da han ikke havde attestats, og man ikke har fundet nogen ansøgning fra ham. Ved påsketid 1755 kom han til København, hvor han snart fik anledning til at optræde ved en af professor Obelitz afholdt disputats og vakte opsigt, men ikke ubetinget anerkendelse. 12. juni 1755 blev han ordineret efter at være fritaget for attestats.
Til Herlufsholm kom han imidlertid ikke, og som præst kom han aldrig til at virke. Der blev indledt forhandlinger med kommunitetsprovsten Nicolai Engelhardt Nannestad om at bytte embede, og det lykkedes, så Gunnerus 10. september 1755 kunne udnævnes til kommunitetsprovst, hvorved han blev biskoppens vikar ved universitetet. Han forlovede sig med en jomfru Hagen, søster til professorinde Kratzenstein, men hævede snart forbindelsen, gav sin forlovede erstatning i penge og pådrog sig ubehagelig omtale.

### Forelæsningsvirksomhed
Det anfægtede ham dog ikke, og han begyndte straks en forelæsningsvirksomhed, som vistnok på den tid var enestående i København. Han læste over teologi, logik, metafysik, natur- og folkeret – holdt fire kollegier om dagen foruden sine akademiske forelæsninger. Det klinger næsten utroligt, men hans arbejdskraft må have været lige så stor som hans polyhistoriske viden. Ved siden af denne betydelige akademiske gerning gik også her en forfattervirksomhed, der ikke ved sit omfang alene måtte vække den største opmærksomhed, og fra nu af have også de lærde tidender nok at fortælle om ham.
Endnu før han havde tiltrådt sin lærestol, udkom hans Institutiones theologiæ dogmaticæ, hvori han efter Wolffs metode søger at forklare de gamle teologer, navnlig Baier, medens han dog også vil have fremført originale tanker, navnlig til klargørelse af den Helligånds vidnesbyrd og måden, hvorpå det opkommer i sjælen. Målet for verdensstyrelsen sætter han ikke i Guds forherligelse, men i menneskenes lyksalighed, som han dog vil forlige med læren om helvedestraffenes evighed.
Han optræder her med stor formel dygtighed, der også må erkendes i hans mindre teologiske arbejder. Ved siden af disse må nævnes hans metafysik (1757), der roses som et særdeles godt arbejde. At han gjorde lykke og samlede mange tilhørere, blandt hvilke mærkes Børge Riisbrigh og Tyge Rothe, må vel ikke blot tilskrives hans personlighed, kraft og iver, men også forholdene ved universitetet, hvor Wolffs filosofi hidtil ikke havde fundet synderligt indpas. Som en nyhedernes mand af uomtvistelig dygtighed og temmelig utilhyllet lyst til at fremhæve sig selv fandt han både modstandere og misundere.

## Norge

### Biskop i Trondheim
Gunnerus blev ikke længe i København. I Juli 1758 blev Trondheims bispestol ledig, og Gunnerus blev under en audiens hos kongen af denne lykønsket som dens indehaver, hvortil han få dage efter (31. juli) blev udnævnt. Det antages, at hans stilling som overhovmester i grev Moltkes hus har givet anledning hertil.
Gunnerus drog til Norge, medens B. Riisbrigh, J. Wøldike, Christian Gotthold Seydlitz og J. Sivertsen på en måde fortsatte hans gerning ved foredrag og disputatser over hans filosofiske kompendier. Selv havde han begyndt på kirkehistoriske forelæsninger, og han trådte frem for sit stifts gejstlighed med kirkehistoriske tanker i sit hyrdebrev (1758), mod hvis rettroenhed der intet er at bemærke, om det end kan ses, at dets forfatter ikke hører den gamle tid til. Han anbefaler sine præster Johann Arndt og Spener, medens han indtrængende lægger dem på hjerte at vedblive med videnskabelig, navnlig filosofisk, syssel.
Størst interesse har dette hyrdebrev ved den udførlige fortegnelse over alle i Trondheims stift fødte eller bosatte forfattere efter reformationen. Han udtalte her, at han agtede at oprette et videnskabeligt selskab, som han også straks med Peter Friderich Suhm og Gerhard Schøning satte i værk. 1. bind af dets skrifter (1761) åbnede han med en afhandling om sjælens udødelighed. Ved jubelfesten 1760 blev han dr. theol. Videnskabsselskabet blev i 1767 kongeligt og har siden haft ikke ringe betydning for stiftet.

### Videnskabeligt arbejde
Gunnerus satte sig til formål at virke for videnskabelighed i sit fødeland. Han begyndte med historien, men fandt snart i zoologien og botanikken aldeles ubearbejdede felter, hvor han kunne udrette mere. Hvad han her har bragt for dagen omtales nedenfor, og her skal kun bemærkes den iver, han optændte hos præster og andre mænd for at indsamle mærkelige sager, og den interesse, han så ofte viste for at efterspore de overtroiske forestillinger, der knyttede sig til forskellige planter og dyr.
Fra fjendtligt hold, Nicolaus Christian Friis, fik han bebrejdelser for, at han brugte tiden på sine visitatser til at fremme sine naturvidenskabelige interesser. Dette er sikkert nok, men der er ingen grund til den tanke, at han for disses skyld forsømte sit embede. Dette fik den ovennævnte forfatter selv bedst at føle, da Gunnerus afslørede hans mislige forhold som kasserer for missionen. Han var en flittig visitator, blev en varm talsmand for finnerne og en god støtte for det i hans tid virkende Seminarium Lapponicum. De erklæringer, der er fundet fra hans hånd, lader i klarhed, bestemthed og frimodige – til dels noget hensynsløse – udtalelser intet tilbage at ønske. For bispearkivet indsamlede han en del kirkehistoriske aktstykker.

### Arbejde for et universitet i Norge
Gunnerus er en af de første – om ikke den første – der har udtalt ønsket om et universitet i Norge – i en tale på Christian 7.’s fødselsdag 1768 -, og det så en tid ud til, at han skulle blive redskab til dets opfyldelse. Ved kabinetsordre af 4. januar 1771 pålagde Johann Friedrich Struensee konsistoriet at udkaste en ny plan for universitetets virksomhed. Der indkom flere projekter, men der blev foreløbig intet hensyn taget til dem, hvorimod Struensee om sommeren efter opfordring af livlægen Christian Johan Berger kaldte Gunnerus til Danmark for at udarbejde nye reformforslag. Gunnerus kom til København i oktober 1771 og fik de indkomne projekter til behandling. Det gik hurtig, og allerede 16. december fremkom han med sin plan i to udkast. Disses enkeltheder findes i Nyerups skildring af tilstanden i Danmark og Norge i ældre og nyere tider III, 2, 383 ff.
Han ville skaffe universitetet en fastere styrelse ved en vicekansler, afskaffe professorernes corpora, rangordningen mellem fakulteterne og disputerøvelserne (debatøvelser) ved kommunitetet, medens forelæsningerne skulle ophjælpes. Der indløb en mængde breve til ham om, at han skulde arbejde for et universitet i Norge, og han udkastede da også en plan til et sådant, der skulle have sit sæde i Christianssand. Hertil ville han i så fald have videnskabsselskabet flyttet og ønskede selv her at være vicekansler. Sin amanuensis i København, J. H. Tauber, ville han have til professor i Norge og, da der herom ikke blev tale, til konrektor i Trondheim og sekretær i videnskabsselskabet. Hans inderlige tilslutning til denne repræsentant for den begyndende rationalisme synes at betegne hos ham en opgiven af den gamle ortodoksi. Universitetsplanen faldt med begivenheden 17. januar 1772, men meget af den kom op i en følgende tid.
Gunnerus vendte tilbage til Trondheim i sommeren 1772 og opgav snart al tanke om universitetssagerne. Til en forandring i hans stilling åbnede der sig en udsigt, da biskop Nannestad i Christiania blev syg i marts 1773, men inden han resignerede, var Gunnerus død under sin visitats i Christianssund 25. september 1773. Han var ugift, men efterlod dog en gæld på 9000 rigsdaler. Han var en slet husholder og havde megen fattig familie. Der er måske ingen nordmand, der forholdsvis har udrettet så meget for den videnskabelige Dannelse blandt sine landsmænd som Gunnerus, og den berømmelse, hvormed hans navn er kommet til efterverdenen, skriver sig væsentlig fra hans virksomhed i fødelandet, som han var inderlig hengiven. Om hans moralske forhold har Jens Møller på et par steder udtalt sig skarpt.

## Samtidens vurdering af Gunnerus som videnskabelig naturforsker
Som videnskabelig naturforsker indtager J. E. Gunnerus ikke nogen fremragende stilling, men han må betragtes som en intelligent og kundskabsrig dilettant, der med iver og dygtighed benyttede den udmærkede lejlighed, som hans udstrakte visitatsrejser i forholdsvis lidet kendte egne gave ham, til at gøre iagttagelser og berige sin indsigt i naturvidenskaberne, navnlig i zoologien.
Resultaterne af sine undersøgelser nedlagde han i en større række afhandlinger, af hvilke de fleste offentliggjordes i Det throndhjemske Selskabs Skrifter og Det kgl. norske Videnskabernes Selskabs Skrifter, blandt andet Om Havhesten (Procellaria Grønlandiæ), Om nogle lomartede Fugle, Om et Søtræ, kaldet Gorgonia flabelliformis og Kritiske Tanker om Kraken, Søormen og nogle flere Vidunder i Havet, hvilket sidste arbejde, der både vidner om lærdom og skarpsindighed, dog først udkom adskillige år efter hans død, nemlig i 1784. Han forener i denne afhandling sin opgave som gejstlig med sin virksomhed som zoolog, i det han søger at udrydde de overtroiske forestillinger, som især hos den lavere del af befolkningen knyttede sig til beretningen om disse fabeldyr.
Ved sine to afhandlinger om brugden (Sqvalus maximus), som "efter al Formodning har været den Fisk, som opslugede Profeten Jonas", en formodning han afslog, leverede han værdifulde bidrag til denne interessante hajfisks endnu på mange punkter uopklarede naturhistorie og navnlig sådanne oplysninger om dens mærkelige gællebarder, at det, om end først 100 år senere ved Steenstrups undersøgelser, lykkedes at fastslå den rette tydning af disse organer ved hjælp af hans meddelelser. I Det kjøbenhavnske Selskabs Skrifter X (1770) findes en ret værdifuld afhandling af Gunnerus med titlen Nogle smaa rare og mestendelen nye norske Sødyr og forsynet med en tavle. – Det var dog ikke zoologien alene, der fængslede Gunnerus’ interesse. Også på botanikkens og mineralogiens områder gjorde han undersøgelser (jvfr. ndfr.). Han udgav således "Adskillige Anmærkninger, fornemmelig i Henseende til Mineralier i Nordland og Finmarken" (1761). Hvad der endnu eksisterer af Gunnerus’ naturhistoriske samlinger, findes i det trondheimske museum.

## Om Gunnerus' botaniske arbejder
J. E. Gunnerus har også gjort sig fortjent ved botaniske arbejder, særlig ved sin Flora Norvegica, en i sin tid meget anset og med til dels fortrinlige kobbertavler udstyret foliant, hvis 1. del udkom i Trondheim 1766, 2. del i København 1772, og som i hen ved et århundrede var den eneste nogenlunde fuldstændige fortegnelse over norske planter.
Over 1100 arter er beskrevet og ledsaget af talrige angivelser om deres udbredelse i Norge; ligeledes er mange gængse trivialnavne meddelt, og særlig udførlig er for mange arters vedkommende angivet deres anvendelse i de forskellige egne af landet, hvilke økonomiske meddelelser forfatteren synes at have anset for hovedsagen.
Der findes ikke mindre end 350 blomsterløse planter optaget i floraen, et for den tid ikke ringe antal. Gunnerus har også efterladt ét på hans mange og lange visitatsrejser indsamlet herbarium, der dog peger hen på, at bestemmelserne i hans flora ikke altid er pålidelige, ligesom de af ham opstillede nye plantearter i mange tilfælde ikke have kunnet bestå for en senere kritik. En på den sydlige halvkugle hjemmehørende planteslægt Gunnera er af Carl von Linné opkaldt til ære for ham.

## Forfatterskab
- Hans opvækkelige Hyrdebrev til det velærværdige, høj- og vellærde Præsteskab i Tronhjems Stift. J. C. Winding, Trondheim 1758 (Faksimile: Trondheim 1997, ISBN 82-7113-075-7;)
- De modis adquirendi ius in re et praesertim dominium secundum principia iuris naturalis. Croeker, Jena 1747 (Dissertation der Universität Jena)
- Tractatus Philosophicus De Libertate Scientifice Adornatus, Cuno, Jena 1747
- Beweis von der Wirklichkeit und Einigkeit Gottes aus der Vernunft, Jena 1748
- Beurtheilung des Beweises der vorherbestimmten Übereinstimmung, Jena und Leipzig 1748
- Erklärung des Natur- und Völkerrechts nach den Grundsätzen des Herrn Darjes, 8 bd., 1748-52
- Dissertatio philosophica, in qua demonstratur praescriptionem non esse iuris naturalis. Schill, Jena 1749 (Dissertation der Universität Jena)
- Vollständige Erklärung des Natur- und Völkerrechts. Nach denen beliebten Grundsätzen des Herrn Hofrath Darjes. In Acht Theilen..., Cröcker, Jena 1752
- Unvolkommene Glückseligkeit dieses Lebens. Trauerrede auf Friedrich Georg Wilhelm Stöber. Jena 1753
- Dissertatio philosophica continens caussam Dei, vulgo theodiceam, ratione originis et permissionis mali in mundo habita, Marggraf, Jena 1754
- Institvtiones Theologiae Dogmaticae. Methodo, Uti Dicitur, Systematica, Inter Alia, Ad Vetustiores Theologos Felicius Intelligendos Conscriptae, Hartungius, Jena 1755
- Ars heuristica intellectualis usibus auditorii adcommodata. Mumme, Leipzig 1756
- Institutiones metaphysicae. Scholis academicis potissimum adcommodatae. Wentzel, Kopenhagen und Leipzig 1757
- Adskillige Anmærkninger, fornemmelig i Henseende til Mineralier i Nordland og Finmarken, 1761
- Betragtninger over Sielens Udødelighed. Pelt, Kopenhagen 1761 (Digitaliseret)
- Flora Norvegica. Observationibus presertim oeconomicis panosque norvegici locupletata. Vingind, Trondheim 1766–1772
- Anmerkungen zu Knud Leem: Beskrivelse over Finmarkens lapper. Deres tungemaal, levemaade og forrige afgudsdyrkelse, oplyst ved mange kaabberstykker. Salikath, Kopenhagen 1767
- Briefwechsel mit Carl von Linné (Ausgabe: Brevveksling 1761-1772, hrsg. von Leiv Amundsen. Universitetsforlag, Trondheim, ISBN 82-00-23078-3)